# Kurt Schottmüller
Kurt Adolf Heinrich Schottmüller (* 3. Juli 1871 in Berlin; † 11. August 1919 in Danzig) war ein deutscher Historiker und Archivar.

## Biografie
Kurt Schottmüller war der Sohn des Historikers Konrad Schottmüller (1841–1893) und dessen Ehefrau Emma Wittich, seine jüngere Schwester war die Kunsthistorikerin Frida Schottmüller (1872–1936).
Nach dem Abitur in Berlin Ostern 1891 studierte er von 1891 bis 1895 an den Universitäten Marburg und Berlin Geschichtswissenschaften. Im Juni 1895 legte er die Staatsprüfung für den höheren Archivdienst ab. Im Dezember 1896 wurde er in Marburg mit einer Arbeit zur Organisation der Zentralverwaltung in Kleve-Mark bei Albert Naudé promoviert.
Anfang 1897 wurde er wissenschaftlicher Hilfsarbeiter beim Provinzialmuseum und der Landesbibliothek in Posen. Zum 2. April 1898 wurde er als Hilfsarbeiter in den Preußischen Archivdienst übernommen und arbeitete am Staatsarchiv Posen, wo im August 1900 zum Archivassistenten ernannt wurde. Von April 1902 bis Oktober 1903 war er am Geheimen Staatsarchiv in Berlin tätig, bevor er wieder an das Staatsarchiv Posen wechselte. Zum 1. April 1906 wechselte er als Archivar an das Staatsarchiv Danzig.
Seit 1904 war er mit Dorothea Stenzler (1881–1965) verheiratet, ihre Tochter war die spätere Künstlerin Oda Schottmüller (1905–1943). Seine Frau erkrankte 1907 an einer Nervenkrankheit, lebte danach in Sanatorien, und trennte sich 1913 von ihm. Aufgrund der Unterhaltszahlungen für seine Frau lebten er und seine Tochter in Danzig in sehr bescheidenen Verhältnissen. Nach dem Ersten Weltkrieg war er stark abgemagert und nervlich zerrüttet und starb im August 1919 an einem Herzinfarkt.

## Veröffentlichungen (Auswahl)
- Die Organisation der Zentralverwaltung in Kleve-Mark vor der brandenburgischen Besitzergreifung im Jahre 1609 (= Staats- und sozialwissenschaftliche Forschungen Band 14, Heft 4). Duncker & Humblot, Leipzig 1897 (Digitalisat).
- Aus einer Schwersenzer Familienchronik. In: Zeitschrift der Historischen Gesellschaft für die Provinz Posen 12, 1897, S. 357–376.
- Zwei brandenburgische Erlasse für Großpolen aus dem schwedisch-polnischen Kriege. In: Zeitschrift der Historischen Gesellschaft für die Provinz Posen 14, 1899, S. 111–166.
- Handel und Gewerbe im Regierungs-Bezirk Posen bis zum Jahre 1851. Decker, Posen 1901.
- Das preußische Friedensprojekt von 1712 und König Stanislaus Leszczynski. In: Zeitschrift der Historischen Gesellschaft für die Provinz Posen 19, 1904, S. 177–194 (Digitalisat).
- Der Polenaufstand 1806/7. Urkunden und Aktenstücke aus der Zeit zwischen Jena und Tilsit (= Sonder-Veröffentlichungen der Historischen Gesellschaft für die Provinz Posen Band 4). Fr. Ebecke, Lissa i. Pr. 1907.
- Reiseeindrücke aus Danzig, Lübeck, Hamburg und Holland 1636. Nach dem neuentdeckten II. Teil von Charles Ogiers Gesandtschaftstagebuch. In: Zeitschrift des Westpreußischen Geschichtsvereins 52, 1910, S. 199–273. (Digitalisat).
- Die Einrichtung der Königlichen Regierung zu Danzig vor 100 Jahren.  Festschrift zur Hundertjahrfeier am 1. Juli 1916. Kafemann, Danzig 1916 (Digitalisat; auch in: Zeitschrift des Westpreußischen Geschichtsvereins 57, 1917, S. 1–66).